# Jérôme Enrico
Jérôme Enrico est un réalisateur, producteur et acteur français.

## Biographie
Jérôme Enrico est le fils de Robert Enrico, le metteur en scène des Grandes Gueules avec Bourvil et Lino Ventura en 1965 et du Vieux fusil avec Philippe Noiret et Romy Schneider en 1975
Enrico débute au cinéma en tant qu'acteur, avec un petit rôle dans Un Peu, beaucoup, passionnément... que son père met en scène en 1971.
C'est cependant au début de la décennie suivante qu'il entame véritablement une double carrière, à la fois d'assistant-réalisateur - Clara et les chics types (1980) - et de metteur en scène, puisqu'il signe deux courts métrages, Le Rat noir d'Amérique (1981) et La Dernière image (1983), récompensés l'un et l’autre dans différents festivals. En tant qu'assistant, il travaille notamment avec Gérard Oury et, surtout, Robert Enrico, sur Au nom de tous les miens (1983), Zone rouge (1985) et Vent d'est (1991) - où il est, pour la première fois, premier assistant-réalisateur. Il le reste pour Prêt-à-porter (1994) et La Reine Margot (1993), film sur lequel il assure également la direction de la seconde équipe.
En 2000, Jérôme Enrico met en scène son premier long métrage, L’Origine du monde, avec Roschdy Zem et Ángela Molina. Plus de dix ans plus tard, il réalise la comédie Paulette (2012), un film qu'il conçoit avec ses anciens élèves de l'école de cinéma de l'ESEC, où il met en scène Bernadette Lafont dans le rôle d'une vieille femme bourrue qui se lance dans le trafic de drogue.
Il est actuellement directeur de l'École supérieure d'études cinématographiques (ESEC) à Paris.

## Filmographie

### Réalisateur
- 1981 : Le Rat noir d'Amérique (court métrage) avec André Julien et Philippe du Janerand
- 1996 : L'Échappée belle (téléfilm) avec Emmanuelle Devos et Christian Charmetant
- 2001 : L'Origine du monde  avec Roschdy Zem et Alain Bashung
- 2009 : Seconde Chance (série télévisée) - 6 épisodes  #1.161 à  #1.166
- 2013 : Paulette  avec Bernadette Lafont
- 2015 : Cerise
- 2018 : Robert Enrico : Bref passage sur la Terre (Documentaire)

### Scénariste
- 1981 : Le Rat noir d'Amérique (court métrage)
- 1996 : L'Échappée belle (téléfilm)
- 2001 : L'Origine du monde
- 2009 :  Blackout, film de René Manzor
- 2010 : Mon père, Francis le Belge, film de Frédéric Balekdjian
- 2010 : Alice Nevers, le juge est une femme (série télévisée) -  épisode : Risque majeur
- 2013 : Paulette
- 2015 : Cerise

### Acteur
- 1971 : Un peu, beaucoup, passionnément... de Robert Enrico : Marc

### Assistant réalisateur
- 1980 : Clara et les Chics Types de Jacques Monnet
- 1983 : Au nom de tous les miens de Robert Enrico
- 1985 : Zone rouge de Robert Enrico
- 1992 : Une journée chez ma mère de Dominique Cheminal
- 1994 : La Reine Margot de Patrice Chéreau
- 1994 : Prêt-à-porter, de Robert Altman

## Nomination
- 7e cérémonie des César en 1982 :  César du meilleur court-métrage de fiction  pour son film : Le Rat noir d'Amérique